# ビフォア・ザ・ドーン
ビフォア・ザ・ドーン(Before the Dawn)はフィンランドのヘヴィメタルバンド。トゥオマス・サッコネンのソロ・プロジェクトとして1999年に活動を開始した。バンドの中心人物のトーマス・サッコネンは、バンドの音楽について、メランコリック・スカンディナヴィアン・メタルと形容している。2013年1月11日に、トーマスの他のプロジェクトバンド全てと共に、解散を発表した。この解散のきっかけは、ソロプロジェクトのウルフハート (WolfHeart)の立ち上げであった。2021年に再結成しシングルをリリースした。2022年に、初めての選任ボーカリスト、パーヴォ・ラーポッティが加入し、サッコネンがボーカルの担当から外れた。

## ラインナップ

### 現メンバー
- トゥオマス・サッコネン (Tuomas Saukkonen) - ドラムス、リズムギター[注釈 1]
メインソングライターでもある。活動開始当初は、ソロプロジェクトだったこともあり、ベース、ドラムスなどすべての楽器に加えてボーカルを担当していた。その後、バンドメンバーの変遷に合わせて担当楽器が変遷していったが、主にボーカルとリズムギターを担当していた。2021年に再結成された際は、再びドラムスも担当することになった。2022年に選任ボーカリストのラーポッティが加入したことで、初めてボーカルの担当から外れた[3]。また再結成後からはドラムスをメインとし、ギターについてはスタジオでのみ担う。
他バンド・プロジェクトでも様々な楽器を担当するマルチプレイヤーである。
- ユホ・ライハ (Juho Räihä) - リードギター
グロリア・モルティでも活動。
- プル・ハンスキ (Pyry Hanski) - ベース
グロリア・モルティでも活動。
- パーヴォ・ラーポッティ (Paavo Laapotti) - ボーカル
2022年のヴォイス・オヴ・フィンランド（英語版）[注釈 2]のファイナリスト[3]。加入後からは、バンドのボーカルパートすべてを担うことになる[3]。
- サク・モイラネン (Saku Moilanen) - キーボード

### 旧メンバー
- ペッカ・サルッキネン (Pekka Sarkkinen) - ギター
- ティモ・ハンコラ (Timo Hankola) - ギター
- パヌ・ウィルマン (Panu Willman) - ギター、クリーン・ボーカル
エイトワインでも活動していた。
- ヤニ・サーヤナホ (Jani Saajanaho) - ギター、ボーカル
- トミ・マリン (Tomi Malin) - ベース
- トニ・ブロマン (Toni Broman) - ベース
- ラーシュ・エイキンド (Lars Eikind) - ベース、クリーン・ボーカル
エイジ・オヴ・サイレンスでも活動。
- ティーナ・アホカス (Thiina Ahokas) - キーボード、ヴァイオリン、ボーカル
- ヤルッコ・マンニッコ (Jarkko Männikkö) - キーボード
- ミカ・オヤラ (Mika Ojala) - キーボード
- キモ・ヌルミ (Kimmo Nurmi) -ドラムス
- ミカ・タントゥ (Mika Tanttu) - ドラムス
- ダニ・ミエッティネン (Dani Miettinen) - ドラムス
- アートゥ・ムッカ (Aatu Mukka) - ドラムス
- アッテ・パロカンガス (Atte Palokangas) - ドラムス
- ヨーナス・カウッピネン (Joonas Kauppinen) - ドラムス

## 日本公演
- 2010年

05月29日 Finland Fest 2010 (東京 LIQUIDROOM)

## ディスコグラフィ

### アルバム
- マイ・ダークネス My Darkness (2003年)
- 4:17 am 4:17 am (2004年)
- ザ・ゴースト The Ghost (2006年)
- デッドライト Deadlight (2007年)
- サウンドスケープ・オブ・サイレンス Soundscape of Silence (2008年)
- デススター・ライジング Deathstar Rising (2011年)
- ライズ・オヴ・ザ・フェニックス Rise of the Phoenix (2012年)
- ストームブリンガー STRMBRINGER (2023年)

### ミニ・アルバム
- ゲヘナ Gehenna (2001年)
- ディケイド・オブ・ダークネス Decade of Darkness (2010年)

### デモ
- トゥ・デザイア To Desire (2000年)

### シングル
- デッドソング Deadsong (2007年)
- フェイスレス Faithless (2007年)
- ザ・ファイナル・ストーム The Final Storm (2021年)

### ライブ・ビデオ
- ザ・ファースト・チャプター The First Chapter (2006年)